# Farní sbor Českobratrské církve evangelické v Rokycanech
Farní sbor Českobratrské církve evangelické v Rokycanech. Sbor spadá pod Západočeský seniorát ČCE.
Samostatný sbor byl ustanoven roku 1923; funkcionalistický kostel Rokycanův sbor se sborovým domem byl vystavěn v letech 1932–1933.
V roce 2000 byla sborem založena Diakonie ČCE-Středisko Přemysla Pittra. Ředitelem se stal Bc. Petr Neumann. Od 1. 1. 2012 bylo sloučeno se středisky v Plzni a Merklíně do střediska Diakonie Západní Čechy.
Sbor administruje farář Miroslav Hamari, kurátorem sboru je Petr Neumann. Ve sboru působí i pastorační pracovník Jiří Kantor.

## Správci sboru
- farář Josef Fleischer (1924-1926)
- farář Jaromír Kryštůfek (1927–1931)
- farář Miroslav Krejčí (1932–1940)
- diakon František Nedbal (1934–1935)
- diakon Jaroslav Matějka (1936)
- diakon Jaroslav Pech (1936–1937)
- diakon Jaroslav Matějka (1937–1945)
- vikář Jaroslav Pleva (1939)
- farář Jaromír Klimecký (1940–1951)
- diakon Josef Smolík (1942–1945)
- farář Miroslav Rodr (1951–1972)
- farář Amos Jesche (1975–1982)
- farář Pavel Dvořáček (1984–1990)
- farář Pavel Pellar (1991–1997)
- jáhen Ondřej Pellar (1997–2009)
- farář Leonardo Teca (2010–2015)
- jáhen (a později farář) Ondřej Pellar (2016–2023)

V časech, kdy byl sbor bez svého kazatele byl administrován z Plzně faráři Danielem Matějkou. Ebenezerem Otterem, Jiřím Pumrem, Karlem Machotkou a Pavlem Pellarem.